# Высоково (Сямженский район)
Высоково — деревня в Сямженском районе Вологодской области.
Входит в состав Ногинского сельского поселения (до конца 2015 года — в состав Коробицынского сельского поселения).
Расстояние по автодороге до районного центра Сямжи — 42 км, до центра муниципального образования Георгиевской — 2 км. Ближайшие населённые пункты — Зайцево, Пестино, Узмица.

## Население
По переписи 2002 года население — 20 человек (10 мужчин, 10 женщин). Всё население — русские.
| 2010 |
| ---- |
| 17   |